# ما توی ونتریلو نشستیم و داریم دوتا بازی می‌کنیم
ما توی ونتریلو نشستیم و داریم دوتا بازی می‌کنیم (به سوئدی: Vi sitter i Ventrilo och spelar DotA) (به انگلیسی: We're sitting in Ventrilo, playing DotA)و به اختصار «DotA») آهنگی از نوازنده سوئدی، بیس‌هانتر، است که نسخه‌ای ریمیکس شده از آهنگ فرانسوی «ددی دی جی» از ددی دی‌جی را سمپل می‌کند. شعر این آهنگ که به زبان سوئدی است، درباره استفاده از برنامه چت صوتی ونتریلو هنگام بازی دفاع از باستانیان، یک حالت بازی ساخته شده توسط طرفداران در بازی وارکرفت ۳: پادشاهی آشوب، است. این آهنگ شامل سمپل‌هایی از خود بازی است. این آهنگ به عنوان دومین تک‌آهنگ از دومین آلبوم باس‌هانتر با نام LOL منتشر شد.

## انتشار
نسخه انگلیسی این آهنگ با نام "All I Ever Wanted" در ۷ ژوئیه ۲۰۰۸ به عنوان دومین تک‌آهنگ در بریتانیا منتشر شد. در ابتدا قرار بود تک‌آهنگ دوم "Please Don't Go" باشد، اما به دلیل برخی مشکلات فنی، این تک‌آهنگ در بریتانیا کنار گذاشته شد و فقط در سوئد منتشر شد.

## موزیک ویدیو
این ویدیو با باز کردن دری توسط مادر باس‌هانتر شروع می‌شود که نشان می‌دهد او و دوستانش در حال بازی DotA هستند. او به او می‌گوید که وقتی شروع به خواندن می‌کند، بیش از حد DotA بازی می‌کند. در ادامه ویدیو، او در حال بازی DotA و سپس آواز خواندن در یک سالن بازی به صورت زنده نشان داده می‌شود. این کلیپ، برخلاف تصور بسیاری، در طول DreamHack فیلمبرداری نشده، بلکه در طول رویدادی مشابه به نام The Gathering، یکی از بزرگترین رویدادهای مهمانی LAN در جهان، گرفته شده است. یکی از شنوندگان تابلویی در دست دارد که روی آن نوشته شده است "Vadå båt?" (به معنی قایق چیست؟) - اشاره به سردرگمی اولیه برخی از شنوندگان در مورد اشعار سوئدی در "Boten Anna" و اشتباه گرفتن کلمه "boten" (ربات) با "båten" (قایق). این می‌تواند ترجمه اشتباه در نسخه آلمانی "Boten Anna" را توضیح دهد که در آن "Boot" (قایق) به جای "Bot" (ربات) خوانده می‌شود. رویکرد دیگر این است که فردی که تابلو را در دست دارد آلمانی است و می‌خواسته این اشتباه را به او گوشزد کند، بنابراین باس‌هانتر این را به عنوان نوعی تقلید از خود ضبط کرده است.
ویدیوی جدید با نشستن او روی صندلی شروع می‌شود، سپس صفحه نمایش روی صندلی‌اش را بالا می‌آورد، و از منوی کوچکی که در هوا شناور است، ویدیویی را انتخاب می‌کند. سپس ویدیوهایی از آنجا پخش می‌شود که افراد بیشتری را در حال بازی DotA نشان می‌دهد و چندین صحنه از یک زن جوان در حال رقص. همچنین می‌توان او را در حال بازی در نقش قهرمان Tiny دید که در آنجا یک آیتم به نام Butterfly خریداری می‌کند. ویدیوی جدید از میکس New Single Version استفاده می‌کند.
این موزیک ویدیو در مالمو توسط کارل-یوهان وسترگارد و کیم پاروت کارگردانی شد.

## استقبال انتقادی
در سال ۲۰۱۶، GFOTY از «DotA» به عنوان یکی از الهامات خود نام برد. در سال ۲۰۱۷، این آهنگ توسط Monstercat در «۵۰ آهنگ برتر بازی تاریخ از نظر مانسترکت» قرار گرفت.

## سازگاری‌ها
در سال ۲۰۰۸، یک تقلید لهستانی با عنوان "Po twojej pysznej zupie" ("پس از سوپ خوشمزه شما") ساخته شد. در سال ۲۰۱۹، این موضوع به بخشی از یک میم اینترنتی به نام «چرخش توالت لهستانی» تبدیل شد. در سال ۲۰۱۷، گروه The8BitDrummer آهنگ «ما در ونتریلو نشسته‌ایم و دوتا بازی می‌کنیم» را با درام کاور کرد. در سال ۲۰۲۱، Dvnk1 آهنگ «ما در ونتریلو نشسته‌ایم و دوتا بازی می‌کنیم» را با عنوان «ما اینجا با ولوو رانندگی می‌کنیم» بازخوانی کرد.

## فهرست آهنگ‌ها
- CD single

1. "Vi sitter i Ventrilo och spelar DotA" (Single Version) – 3:21
2. "Vi sitter i Ventrilo och spelar DotA" (Club Mix) – 5:43

## نمودارها
| Chart (2006)                    | Peak position |
| ------------------------------- | ------------- |
| دانمارک (ترک‌لیسن)               | ۷             |
| فنلاند (جدول‌های رسمی فنلاند)    | ۲             |
| Netherlands (Dutch Top 40)      | 18            |
| هلند (۱۰۰ تک‌آهنگ برتر)          | ۹             |
| نروژ (وی‌جی-لیستا)               | ۷             |
| اسلواکی (رادیو – ۱۰۰ آهنگ برتر) | ۵۴            |
| سوئد (فهرست برترین‌های سوئد)     | ۶             |

| Chart (2007)                          | Peak position |
| ------------------------------------- | ------------- |
| اتریش (او۳ تاپ ۴۰ اتریش)              | ۱۸            |
| Germany (Official German Charts)      | 33            |
| Germany (Official German Charts) DotA | 30            |

| Chart (2008)   | Peak position |
| -------------- | ------------- |
| ایرلند (ایرما) | ۴۹            |

| Chart (2010)                                       | Peak position |
| -------------------------------------------------- | ------------- |
| US Dance/Electronic Digital Song Sales (Billboard) | 20            |

| Chart (2006)               | Position |
| -------------------------- | -------- |
| Netherlands (MegaCharts)   | 89       |
| Sweden (Sverigetopplistan) | 16       |

## گواهینامه‌ها
| منطقه                             | گواهی | واحد گواهی‌شده/فروش |
| --------------------------------- | ----- | ------------------ |
| دانمارک (آی‌اف‌پی‌آی)                | Gold  | ۴٬۰۰۰^             |
| ^ رقم توزیع تنها بر پایهٔ گواهی‌ها. |       |                    |